# 8th (King's Royal Irish) Hussars

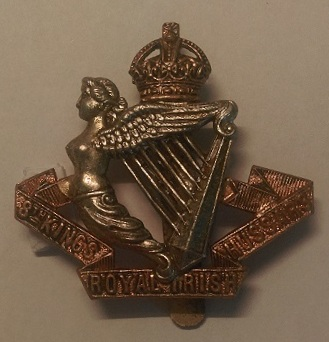
Insigne de casquette du régiment

Le 8th King's Royal Irish Hussars (8e régiment de hussards irlandais). 
Régiment de hussards créé en 1693 et amalgamé en 1958 au 4th Queen's Own Hussars pour former le Queen's Royal Irish Hussars. 
Ce régiment sert pendant la guerre de Crimée en 1853-56 (batailles d'Alma, de Balaklava, de Sébastopol, d'Inkerman) puis en Inde, en Afghanistan en 1879-80 puis en Afrique du Sud en 1900-02 pendant la seconde guerre des Boers. 

## Première guerre mondiale
Il combat en France et dans les Flandres.

## Seconde guerre mondiale
En garnison en Égypte depuis 1934, il est transformé en unité blindée en 1939 et combat en Afrique du Nord de 1940 à fin 1942 au sein de la 7e division blindée (Les rats du désert). 
Après sa réorganisation à Chypre, il débarque en Normandie le 8 juin 1944 et combat jusqu’en Allemagne. 

## Après guerre
Il combat en Corée en 1950-51 avec 3 escadrons de chars Centurion. 
Sir Rowland Winn (1916-1984, MC), Lord St Oswald, officier de la Force 136 du SOE en Asie du Sud-Est, y a gagné sa Military Cross.